# .im
.im es el dominio de nivel superior geográfico (ccTLD) para la Isla de Man. Está administrado por el Gobierno de la Isla de Man y gestionado diariamente por Domicilium, un proveedor de servicios de Internet extraterritorial con sede en la Isla de Man.
El 1 de julio de 2006, el registro de .im se puso a disposición de cualquier persona del mundo, incluidos los dominios de una, dos y tres letras directamente bajo .im, lo que abre la posibilidad de hacer con este Domain Hacks. El dominio ha ganado popularidad entre las empresas que producen software de mensajería instantánea (IM por sus siglas en inglés) con nombres registrados por Adium, ejabberd, Coccinella, Gitter, Meebo, Pandion, Pidgin, Prosody, Trillian y Yahoo! entre otros. .IM también se utiliza en los países de habla alemana, francesa e italiana (es decir, Alemania, Austria, Luxemburgo, Suiza, Francia, Italia y parte de Bélgica) para fines inmobiliarios (Immobilien en alemán, Immobilier en francés, Immobiliare en italiano). La abundancia de nombres cortos disponibles también ha hecho que el dominio sea popular para uso personal.
Actualmente, los registros de dominio cuestan 40,00 libras esterlinas al año para los dominios de tres letras o más, aunque se pueden comprar mucho más baratos a través de revendedores. Los dominios premium con nombres de dos caracteres están disponibles por 495,00 libras esterlinas, y los dominios premium con nombres de un carácter están disponibles por 995,00 libras esterlinas.

## Dominios de tercer nivel de .im
- .ac.im
- .co.im y sus subdominios para empresas:
  - .ltd.co.im
  - .plc.co.im
- .com.im
- .gov.im
- .net.im
- .org.im
- .ro.im